# Václav II. Lehnický
Václav II. Lehnický (1348 – 30. prosince 1419, Otmuchov) z rodu Piastovců byl kníže lehnický a niský a biskup vratislavský a lubušský.

## Život

### Mládí a studia
Václav II. byl druhým synem knížete Václava I. Lehnického. Jeho otec nechtěl rozdělovat už tak dosti malé lehnické knížectví mezi své čtyři syny a určil svým třem mladším synům Václavovi II., Boleslavovi a Jindřichovi církevní dráhu. Dědicem knížectví se tak stal nejstarší syn Ruprecht.
Po smrti otce v roce 1364 převzal výchovu synů jejich strýc Ludvík zvaný Spravedlivý a později nejstarší z bratrů Ruprecht. Ludvík zvláště dbal na duchovní vychování svých svěřenců a Václava II. připravoval na budoucí kariéru vratislavského biskupa.
V roce 1363 začal studovat na pražské univerzitě a okolo roku 1370 odcestoval do Montpellier, kde získal titul z kanonického práva na místní univerzitě. Roku 1373 nastoupil na místo kanovníka v Olomouci.

### Biskup lubušský
3. prosince 1375 jej papež Řehoř XI. jmenoval biskupem lubušským, přestože podle kanonického práva musí mít člověk na této pozici minimální věk třicet let. Z tohoto období nemáme o Václavovi mnoho potvrzených údajů. Ví se jen, že byl účastníkem Kališského koncilu v roce 1378, kam byli svoláni všichni biskupové hnězdenské arcidiecéze.
Lubušská diecéze moc neprosperovala a navíc byla na strategicky nevýhodném místě na hranici mezi Čechami a Braniborskem. Oblast byla ohrožena zejména během války mezi Wittelsbachy a Lucemburky. Tyto důvody vedly k rozhodnutí o přemístění sídla diecéze do Fürstenwalde.

### Biskup vratislavský
Václavova šance zaujmout místo biskupa ve Vratislavi se naskytla už v roce 1378. Tehdejší papež neschválil jmenování Teodora Klatovského a zdálo se, že jmenování Václava Lehnického nestojí nic v cestě. Situaci však zkomplikovala smrt císaře Karla IV. a Velké západní schizma, což vedlo k tomu, že vratislavský biskupský stolec zůstal šest let neobsazen. K oficiálnímu jmenování Václava Lehnického vratislavským biskupem došlo 19. dubna 1382. Mezi lety 1379 a 1382 vykonával spolu se svým bratrem Jindřichem funkci administrátora diecéze.
První léta Václava II. na místě biskupa byla poznamenána rozepřemi s místní šlechtou. Václav totiž hájil zájmy Svaté stolice. Za jeho věrnost církvi jej chtěl papež Urban VI. roku 1385 jmenovat kardinálem. Toto však Václav z neznámých důvodů odmítl. V  době byl Václav II. požádán církví, aby urovnal spor s králem Václavem IV. Tento spor byl pro Václava Lehnického tím důležitější, protože král v té době ještě nepotvrdil jeho jmenování biskupem. Spor byl úspěšně zažehnán, Václav II. dostal od krále svolení a navíc titul knížete niského, který biskupovi vratislavskému náležel, jako léno.
Václav Lehnický si jako správce biskupství počínal velice dobře. Věnoval velké sumy peněz na rozvoj církevního školství, z jeho podnětu provedené úpravy církevního i světského práva se staly základem pro ostatní slezské soudy a ve sporech o církevní majetky neváhal udělovat klatby na své příbuzné, například na Boleslava IV. Opolského. Jeho tvrdé postupy mu však zadělaly na mnoho problémů ze strany slezské šlechty. Některá exkomunikovaná knížata (třeba Jindřich IX. Břežsko-Lehnický) na něj neváhala zaútočit. Tyto vojenské útoky zase vedly k tomu, že Václav II. vynakládal na svou obranu velké sumy z církevního majetku.

### Dědic lehnického panství
12. ledna 1409 zemřel jeho nejstarší bratr Ruprecht, který po sobě nezanechal žádného mužského potomka a Václav se tak stal jediným dědicem lehnického knížectví. O dva měsíce později – 19. března – určil svými dědici Jindřicha IX. a Ludvíka II. Břežského, kteří oba byli vnuci Ludvíka I. Břežského. V roce 1413 chtěl sloučit biskupství vratislavské s lehnickým knížectvím, čímž se snažil zajistit titul biskupa pro svého dědice.
16. března se vzdal titulu knížete lehnického ve prospěch Ludvíka II. To vedlo k několika potyčkám mezi Ludvíkem II. a jeho starším bratrem Jindřichem IX., který se snažil zvrátit Václavovo rozhodnutí. Ten však trval na tom, že jeho dědicem bude Ludvík.
V roce 1417 zaslal starý a unavený Václav II. svou rezignaci papeži Martinovi V. Papež ji záhy přijal a 17. prosince byl zvolen nový vratislavský biskup – Konrád Olešnický. Konec života prožil Václav v biskupském sídle v Otmuchově. Zde 30. prosince 1419 zemřel a byl pohřben v místním kostele svatého Mikuláše. Později byly jeho ostatky spolu s náhrobním kamenem přemístěny do Nysy a od roku 1682 jsou uloženy v kostele svatého Jakuba.